# إنيدي الغربية (إقليم)
إنيدي الغربية إقليم من ضمن 23 إقليم لدولة تشاد، أُنشئ عام 2012 من النصف الغربي من إقليم إندي. يبدو أنه يغطي نفس الإقليم التي كانت تغطيها محافظة إنيدي الغربية السابقة. عاصمة الإقليم هي فادا.

## جغرافية
ويحد الإقليم من الشمال ليبيا، وإقليم إيندي الشرقية من الشرق، وإقليم وادي فيرا من الجنوب، وإقليم بوركو من الغرب. جغرافيًا، الإقليم هو جزء من الصحراء الكبرى.
تقع الحدود الشمالية للإقليم داخل قطاع أوزو، وهي نقطة خلاف تاريخية بين تشاد وليبيا.

### المستوطنات
العاصمة الإقليمية فادا. وتشمل المستوطنات الرئيسية الأخرى غورو، كالي، نوحي، أونيانقا كبير.

## التركيبة السكانية
يقدر عدد سكان الإقليم بـ 59744 نسمة. المجموعات العرقية اللغوية الرئيسية هي التيدا والدزازا التبو والزغاوة.

## التقسيمات الفرعية
ينقسم إندي-كويست إقليم إلى ولايتين :
| الولاية | العاصمة | المحافظات الفرعية                    |
| ------- | ------- | ------------------------------------ |
| فادا    | فادا    | فادا - غورو - أونيانغا - كبير - نوهي |
| مرتشة   | كلاية   | كالية، توربول                        |

## الحكومة
الحاكم الحالي للإقليم هو مرنادجي مبايسانبي كار - أوبا، الذي شغل سابقًا منصب جنرال في سلاح الجو التشادي وحاكم إقليم شاري الأوسط.